# Kornwestheim
Kornwestheim is een stad in de Duitse deelstaat Baden-Württemberg, gelegen in het Landkreis Ludwigsburg. De stad telt 33.743 inwoners. Sinds 1956 is Kornwestheim een große Kreisstadt. De stad behoort tot de Metropolregion Stuttgart. De stad was vooral bekend door de Kreidlerfabrieken.

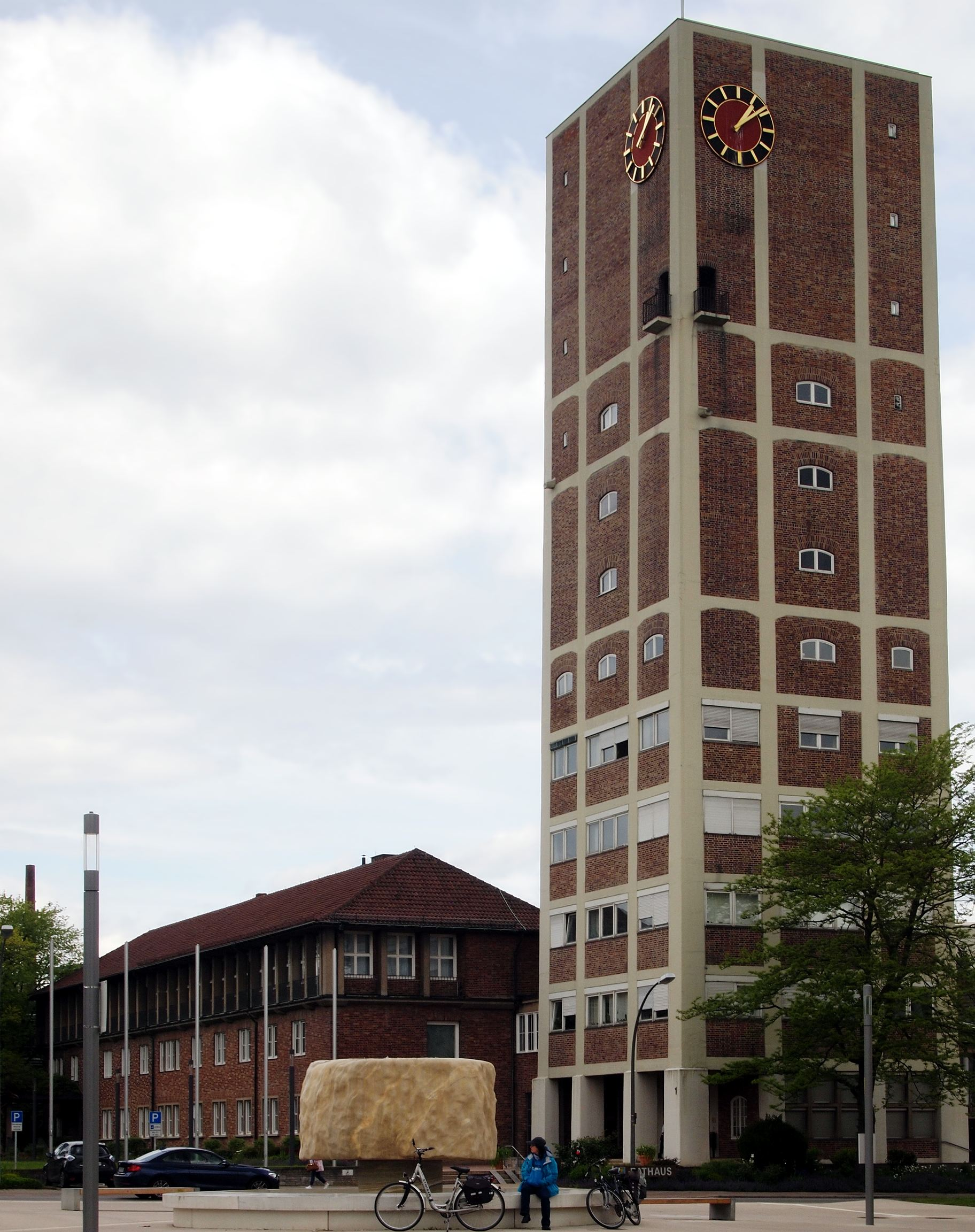
Stadhuis/Watertoren

## Geografie
Kornwestheim heeft een oppervlakte van 14,64 km² en ligt in het zuidwesten van Duitsland.
Affalterbach · 
Asperg · 
Benningen am Neckar ·
Besigheim · 
Bietigheim-Bissingen · 
Bönnigheim · 
Ditzingen ·
Eberdingen · 
Erdmannhausen · 
Erligheim · 
Freiberg am Neckar ·
Freudental · 
Gemmrigheim · 
Gerlingen · 
Großbottwar ·
Hemmingen · 
Hessigheim · 
Ingersheim ·
Kirchheim am Neckar · 
Korntal-Münchingen · 
Kornwestheim ·
Löchgau · 
Ludwigsburg ·
Marbach am Neckar · 
Markgröningen · 
Möglingen ·
Mundelsheim · 
Murr · 
Oberriexingen ·
Oberstenfeld · 
Pleidelsheim · 
Remseck am Neckar ·
Sachsenheim · 
Schwieberdingen · 
Sersheim ·
Steinheim an der Murr · 
Tamm · 
Vaihingen an der Enz · 
Walheim